# Şagadam FK
Der Şagadam futbol kluby (russisch ФК «Шагадам») ist ein 1992 gegründeter Fußballverein aus Türkmenbaşy, einer Hafenstadt in Turkmenistan. Er spielt aktuell in der höchsten Liga des Landes, der Ýokary Liga.

## Erfolge
- Turkmenischer Meister: 2002[1]
- Turkmenischer Pokalsieger: 2007, 2021
- Turkmenischer Pokalfinalist: 2002, 2015, 2017

## Stadion

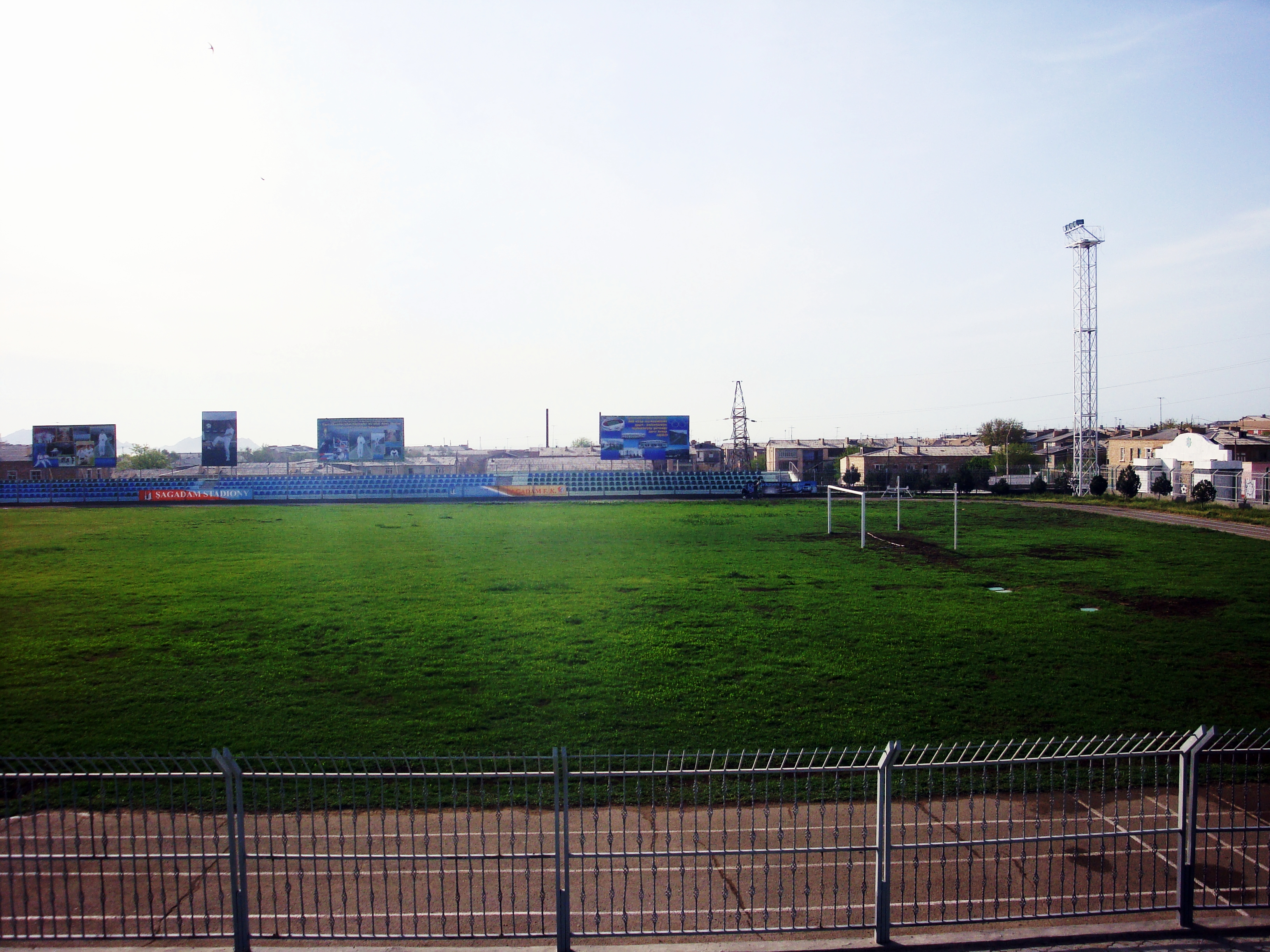
Şagadam Stadium

Seine Heimspiele trägt der Verein im Şagadam Stadion in Türkmenbaşy aus. Das Stadion hat ein Fassungsvermögen von 5000 Personen.